# 642

## Úmrtí
- 12. říjen – Jan IV., papež
- Chálid ibn al-Valíd, arabský vojevůdce (* 592)

## Hlavy států
- Papež – Jan IV. (640–642) » Theodor I. (642–649)
- Sámova říše – Sámo (623–659)
- Byzantská říše – Konstans II. (641–668)
- Franská říše
  - Neustrie & Burgundsko – Chlodvík II. (639–658)
  - Austrasie – Sigibert III. (634–656)
- Chalífát – Umar ibn al-Chattáb (634–644)
- Anglie
  - Wessex – Cynegils (611–641/643)? » Cenwalh (641/643–645)?
  - Essex – Sigeberht I. Malý (617–653)
  - Mercie – Penda (633–655)
- První bulharská říše –  Kuvrat (630–641/668)?